# 伊那部宿
伊那部宿（いなべじゅく）は、三州街道（伊那街道）の宿場町。現在の長野県伊那市西町に相当する。

## 概要
街道は天竜川右岸段丘の東端を通っており、宿場の南端からは春日城跡に続く道が分かれ、宿場の北方にある「坂下の辻」から天竜川を渡って高遠城下や杖突峠につながる杖突街道（現在の国道152号）も分岐していた。江戸時代中期には権兵衛街道（現在の国道361号）が開削され、中馬の道として木曽谷への米の輸送で賑わい、当地から「伊那節」が生まれたとされる。
宿場は南北に約3町で、両端に桝形が配置され、中央に長桂寺がある。往時は宿場の中を門川が流れ、両脇に並木があった。問屋場は南寄りの東側にあり、名主役4軒が交代で本陣を兼ねた問屋役を勤め、公用人馬の継立てをしていたが、のちに井沢家が単独で本陣を勤めるようになった。文化5年（1808年）には家数が42軒、のち旅籠は20軒を占め、その他に医者や様々な商家があった。
町並みは天保年間に2度の火災に罹災したが、現在も江戸時代からの看板を掲げた家が残っている。本陣井沢家住宅は平成11年（1999年）に伊那市の有形文化財に指定された。

## 交通アクセス
- JR飯田線伊那市駅から 徒歩20分
- 中央自動車道伊那ICから 車で10分
- 長野県伊那文化会館から 徒歩5分

## 隣の宿
三州街道
松島宿 - 伊那部宿 - 宮田宿